# Andra slaget vid Landskrona
Andra Slaget vid Landskrona var ett slag mellan Sverige och Novgorod.

## Bakgrund
År 1300 genomförde Tyrgils Knutsson ett svenskt krigståg till Ingermanland. På näset där Ochta rinner ut i Neva anlade han fästningen Landskrona för att försvara svenska verksamheter mot anfall ifrån Novgorod. När den svenska hären sedan återvände till Sverige lämnades 300 man kvar i Landskrona under befäl av riddaren Sten, "en kraftfull, stark och modig man".

## Slaget
När svenskarna iakttog novgorodska soldater inte långt ifrån Landskrona ledde Sten 20 man för att undersöka deras avsikter, dock retirerade dessa när svenskarna nalkades. Svenskarna vände sedan åter mot Landskrona, men blev på väg tillbaka anfallna tre gånger  av novgorodska soldater,  vilka de dock kunde slå sig igenom, och återvände till fästningen. Denna blev omringad inom kort. 
Sten sårades efter de första striderna och sjukdom till följd av fukt i murarna innebar att endast 16 man var friska. De novgorodska soldaterna trängde sig över murarna och övermannade svenskarna, under vilket riddar Sten blev dödad. Flera eldsvådor utlöstes och till sist tog sig en liten samling svenskar ner till källaren, där de snart blev tvungna att ge sig. Efter att de novgorodska soldaterna erövrade Landskrona rev de fästningen.